# Stuwband

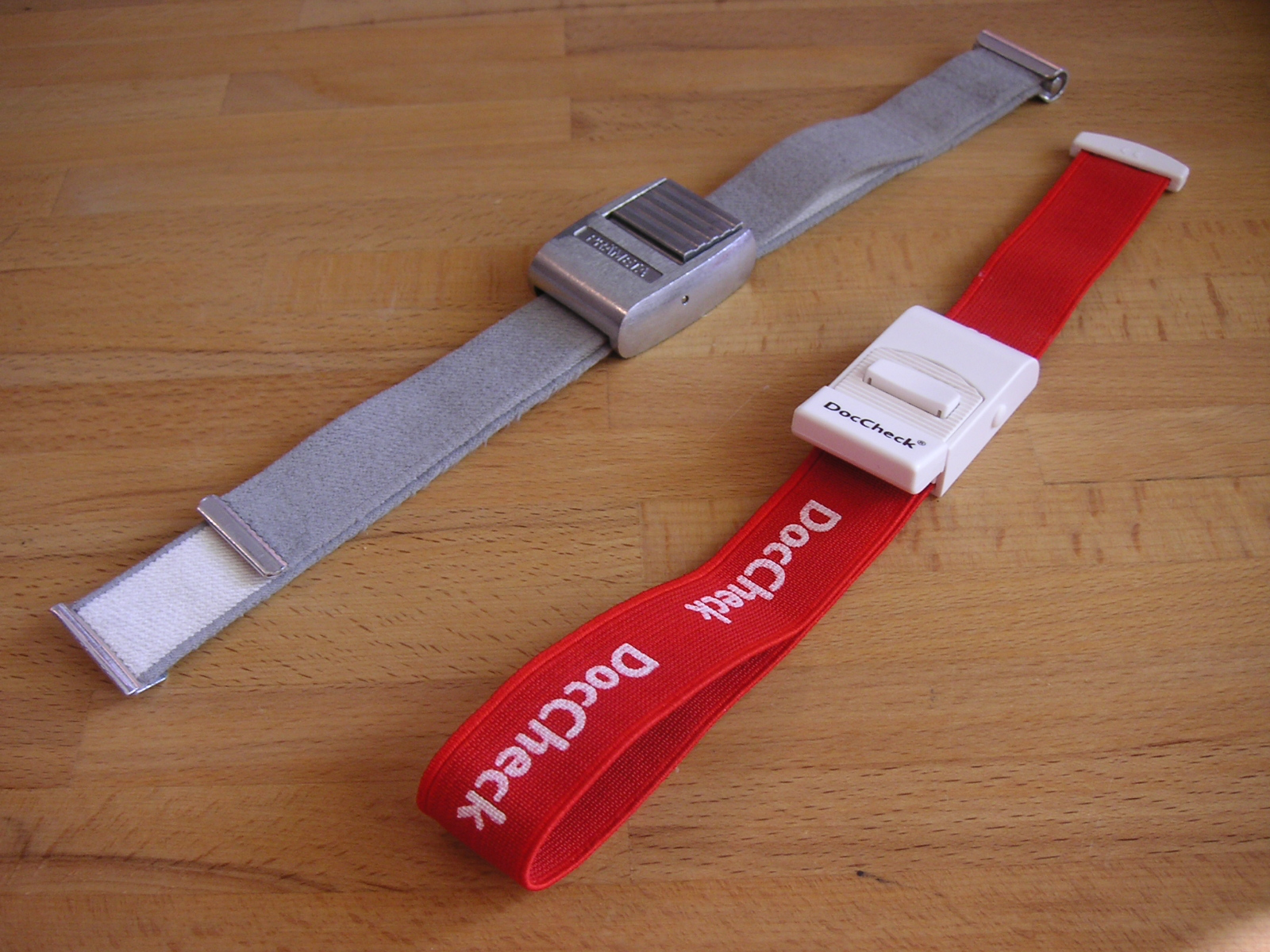
Stuwband

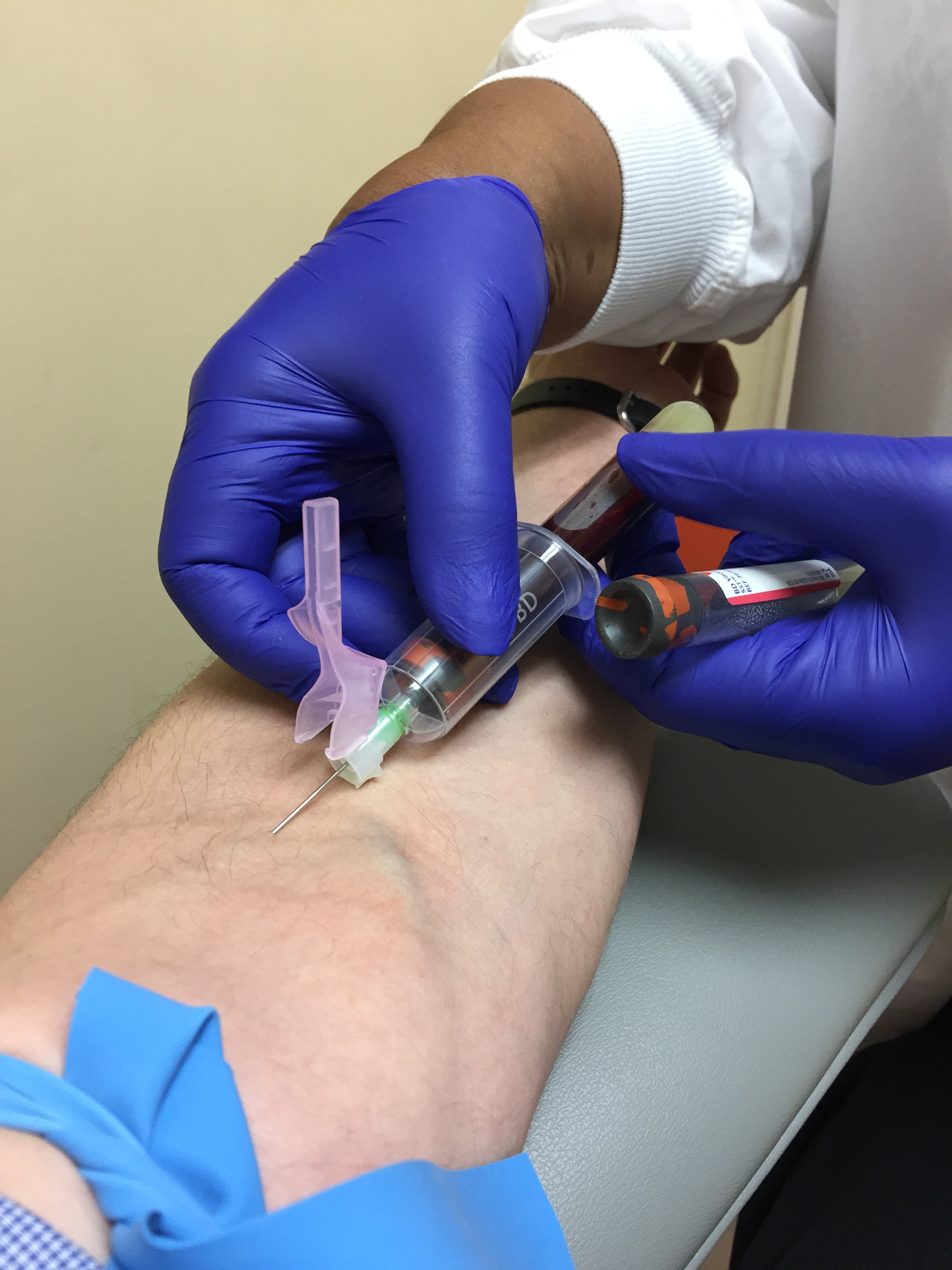
Linksonder in de afbeelding is een blauwe elastische stuwband zichtbaar

Een stuwband is een band die wel de veneuze terugvoer, maar niet de arteriële aanvoer van bloed belemmert. Hierdoor kan er wel bloed naar de hand en arm stromen (stuwing), maar niet terug. Als gevolg hiervan zwellen de aderen op, waardoor ze beter aan te prikken zijn bij het afnemen van bloed.